# Heinrich Grünfeld
Heinrich Grünfeld (21. dubna 1855, Praha – 26. srpna 1931, Berlín) byl česko-rakousko-německý violoncellista a učitel hudby židovského původu.

## Život
Narodil se v bohaté židovské rodině v Praze, na Novém Městě, a to jako čtvrté z deseti dětí galanteristy Mosese Grunfelda (rodáka z Kolína) a Reginy, rozené Pickové. Jeho starší bratr Alfred byl známým klavíristou a skladatelem.
Heinrich studoval do roku 1873 na Pražské konzervatoři u Františka Hegenbartha. V letech 1873–1875 působil jako sólový violoncellista v Komické opeře ve Vídni. V roce 1876 odešel do Berlína, kde do roku 1877 působil jako sólový violoncellista a v letech 1876–1884 jako pedagog na Neuer Akademie der Tonkunst.
V roce 1878 založil spolu s Xaverem Scharwenkem a Gustavem Hollaenderem tradici abonentních koncertů komorní hudby. Později byli přizváni též Émile Sauret, Max von Pauer a Florián Zajíc, český houslista žijící v Německu. Koncerty se konaly po více než 50 let, vždy v Sing-Akademie zu Berlin.
Podnikl – často se svým bratrem Alfredem – několik koncertních turné po Německu, Rakousko-Uhersku, Rusku, Itálii, Francii a USA. S Moritzem Mayer-Mahrem (klavír) a Alfredem Wittenbergem (housle) založil trio Berliner Trio-Vereinigung. V roce 1904 byl jmenován profesorem. On i jeho bratr Alfred byli svobodnými zednáři.
Byl pohřben na hřbitově Wilmersdorf, jeho hrob dnes již neexistuje.